# Central America
Die Central America war ein 1853 in Dienst gestellter 90 m langer dreimastiger Passagier-Seitenraddampfer, der am Abend des 12. September 1857 auf der Route Panama–Havanna–New York etwa 175 Meilen östlich von Savannah in einem Hurrikan sank. Beladen war die Central America mit mehreren Tonnen Gold, da sie die sogenannte „Panama-Route“ aus Kalifornien befuhr. Von den 477 Passagieren und 101 Besatzungsmitgliedern, die sich zum Zeitpunkt des Untergangs an Bord befanden, konnten 30 Frauen, 26 Kinder und 44 Männer durch die Brigg Marine unter Kapitän Hiram Burt und 49 Männer durch die Bark Ellen unter Kapitän Anders Johnsen gerettet werden. Der Untergang des Schiffes gilt als eines der größten Seeunglücke.

## Geschichte
Das Schiff wurde 1852/53 als Baunummer 71 auf der Webb-Werft in Greenport gebaut. Es lief am 28. Oktober 1852 als George Law vom Stapel und wurde ein Jahr darauf in Betrieb genommen. Während der dreijährigen Dienstzeit pendelte es auf der Strecke zwischen New York und dem Hafen Aspinwall, heute Colón, in Panama. Dabei lief es regelmäßig am 20. jedes Monats in New York aus. Insgesamt befuhr es diese Pendelroute dreiundvierzigmal. Eine Tour dauerte jeweils zwischen 19 und 24 Tagen. Auf diese Weise bediente das Schiff den östlichen Teil einer der beiden Routen zwischen der amerikanischen Ostküste und Kalifornien zur Zeit des Goldrausches, die sogenannte „Panama-Route“. Diese führte auf dem Seeweg zur Landenge von Panama, wo die Reisenden eine 75 km lange Strecke über Land überwinden mussten, um dann mit einem weiteren Schiff wieder nach Norden zu fahren. Die längere und gefährlichere Alternativroute führte um Kap Hoorn. Der Dampfer beförderte alleine etwa ein Drittel des Goldes, das offiziell während des Goldrausches über die Panama-Route befördert wurde. 1856 benannte man das Schiff in Central America um.

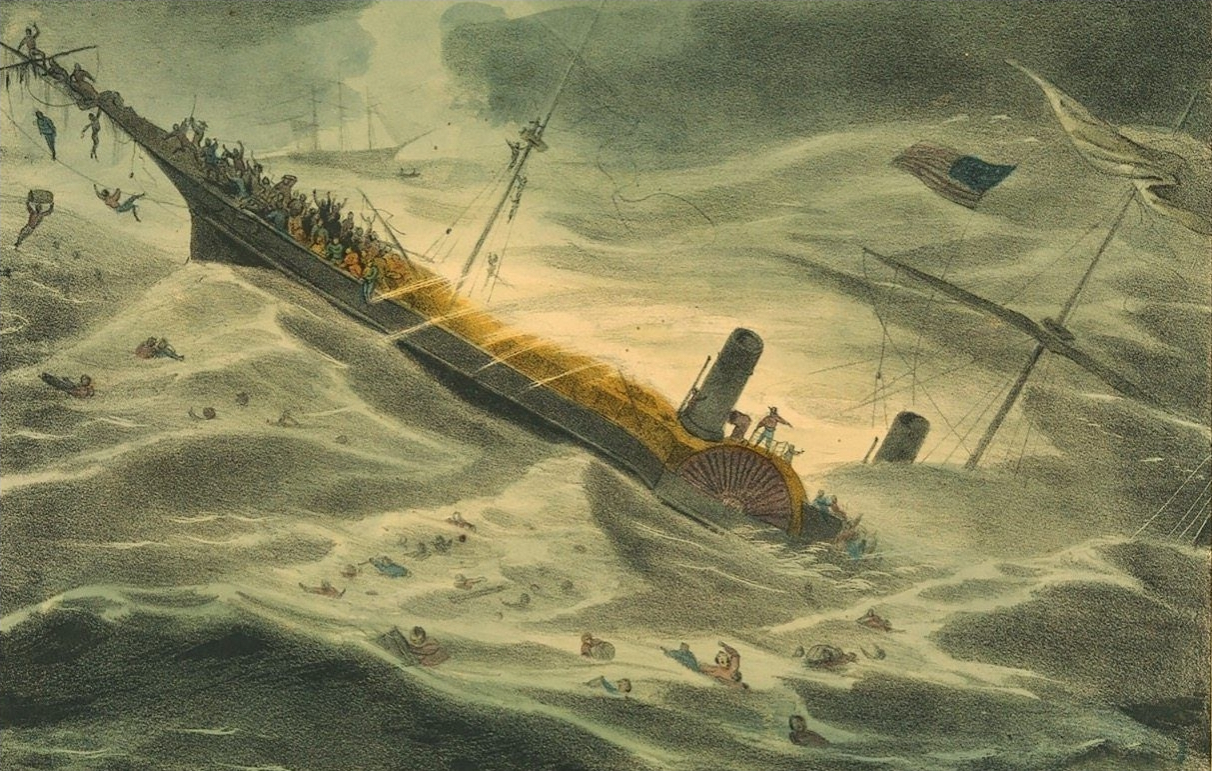
Darstellung des Unterganges der Central America durch J. Childs

Am Abend des 9. September 1857 geriet die von Kapitän William Lewis Herndon befehligte Central America nach dem Verlassen von Havanna in einen Kategorie-2-Hurrikan. Durch einen Wassereinbruch bekam das Schiff so starke Schlagseite, dass die Kohle nicht mehr mit Schubkarren in den Kesselraum transportiert werden konnte. Ohne Antrieb war es hilflos dem Sturm ausgesetzt und sank schließlich am 12. September. Vorher gelang es Herndon trotz des Sturms noch, sämtliche an Bord befindlichen Frauen und Kinder sowie 44 Männer auf die Brigg Marine übersetzen zu lassen, bevor sie abgetrieben wurde. Herndon selbst ging mit seinem Schiff unter.
Auf dieser Fahrt hatte die Central America offiziell Gold im damaligen Wert von 1.595.497,13 US-Dollar und 38.000 Briefe geladen. Zusätzlich befand sich wahrscheinlich Gold in etwa derselben Größenordnung unangemeldet im Gepäck der Passagiere, bei denen es sich zum größten Teil um zurückkehrende Goldsucher aus Kalifornien handelte. Außerdem hatte die Central America neben der offiziellen Ladung auch eine geheime Lieferung der US-Regierung mit Goldbarren von etwa 30.000 Pfund aus Regierungsbeständen in Kalifornien geladen, die zur Stützung der durch die Wirtschaftskrise von 1857 angeschlagenen nordamerikanischen Wirtschaft bestimmt waren. Durch den Verlust dieser 13,6 Tonnen Gold verschärfte sich die Wirtschaftskrise. Insgesamt befanden sich vermutlich etwa 21 Tonnen Gold an Bord.
Zur Erinnerung an den Kapitän der Central America, William Lewis Herndon, wurde  auf dem Gelände der United States Naval Academy in Annapolis 1860 ein Granit-Obelisk, das Herndon Monument, errichtet. Es ist das einzige Denkmal für heroisches Verhalten in Friedenszeiten an der Akademie.

## Bergung
1985 gründete der Tiefseeingenieur Thomas G. Thompson die Columbus-America Discovery Group zur Entdeckung und Bergung der Central America. 161 Investoren finanzierten das Unternehmen mit über zehn Millionen US-Dollar. Nach längerer Suche und mehreren Fehlschlägen wurde das Wrack der Central America am 11. September 1987 unter Zuhilfenahme eines Remotely Operated Vehicle (ROV) 175 Meilen vor Savannah in 2200 m Tiefe lokalisiert (Position 31° 35′ N, 77° 2′ W). Die Ladung wurde in der Folge mit einem speziell dafür konstruierten ROV geborgen, allerdings nicht vollständig. Thompson wurde verdächtigt, Gold in der Tiefe versteckt zu haben, statt es zu heben. Bei einer weiteren Expedition der Firma Odyssey Marine Exploration im Jahr 2014 wurden fünf Goldbarren und zwei Goldmünzen gehoben und weitere Goldfunde erwartet.
Nachdem Thompson bis 2005 die aus dem Verkauf des Goldes eingenommenen Gelder nicht an seine Investoren ausgezahlt hatte, erhoben zwei Investoren Klage gegen ihn. 2006 verklagten ihn auch neun Mitglieder seiner Crew. 2012 tauchte er unter und wurde seit 2014 mit Haftbefehl gesucht. Nach seiner Festnahme in Florida wurde Thompson im April 2015 zu einer Geld- und Haftstrafe verurteilt.
Im Jahr 1995 filmte ein unbemanntes U-Boot bei der Exploration des Wracks einen 6 Meter langen Grönlandhai in 2200 Metern Tiefe.